# مسابقات جهانی تنیس روی میز ۲۰۰۰
مسابقات جهانی تنیس روی میز ۲۰۰۰ (انگلیسی: 2000 World Team Table Tennis Championships) چهل و پنجمین دوره مسابقات جهانی تنیس روی میز است که در شهر کوالا لامپور، مالزی برگزار شده است.
این مسابقات از ۱۹ تا ۲۶ فوریه ۲۰۰۰ در بخش تیمی انجام شده است.
براساس برنامه فدراسیون جهانی این مسابقات باید در شهر بلگراد، یوگسلاوی برگزار می‌شد اما به دلیل بمباران یوگسلاوی توسط ناتو در طول جنگ کوزوو بازی‌های تیمی به شهر کوالا لامپور و بازی‌های انفرادی به شهر آیندهوون، هلند منتقل شد.

## تیمی
| رویداد     | طلا                                                                     | نقره                                                                  | برنز                                                                                  |
| تیمی مردان | سوئد · Fredrik Hakansson · پیتر کارلسون · یورگن پرسون · یان اووه والدنر | چین · کونگ لینگوی · لیو گولیانگ · Liu Guozheng · ما لین · وانگ لیچین  | ایتالیا · Umberto Giardina · Massimiliano Mondello · Valentino Piacentini · Yang Min  |
| تیمی مردان | سوئد · Fredrik Hakansson · پیتر کارلسون · یورگن پرسون · یان اووه والدنر | چین · کونگ لینگوی · لیو گولیانگ · Liu Guozheng · ما لین · وانگ لیچین  | ژاپن · وی چینگوانگ · Koji Matsushita · Hiroshi Shibutani · Toshio Tasaki · Ryo Yuzawa |
| تیمی زنان  | چین · لی جو · Sun Jin · Wang Hui · وانگ نان · ژانگ یینینگ               | تایوان · چن جینگ · Lu Yun-feng · Pan Li-chun · Tsui Hsiu-li · Xu Jing | کرهٔ جنوبی · Kim Moo-Kyo · Lee Eun-Sil · Park Hae-Jung · Ryu Ji-Hae · Suk Eun-Mi       |
| تیمی زنان  | چین · لی جو · Sun Jin · Wang Hui · وانگ نان · ژانگ یینینگ               | تایوان · چن جینگ · Lu Yun-feng · Pan Li-chun · Tsui Hsiu-li · Xu Jing | رومانی · اوتیلیا بادسکو · Ana Gogorita · Antonela Manac · ماهائلا استف                |